# География Грузии
Грузия расположена в Закавказье (в Передней (Западной) Азии). В зависимости от разных точек зрения на прохождение границы Европа-Азия Грузия может как целиком располагаться в Азии, так и иметь небольшие части территории (ок. 5 %) в Европе. При проведении границы Европа-Азия по Кумо-Манычской впадине, как это чаще всего принято в Европе, Грузия, как и всё Закавказье и Северный Кавказ, относится целиком к Азии. При проведении границы Европа-Азия по водоразделу Большого Кавказа, как это более всего принято в Америке, у Грузии 5 % территории к северу от водораздела Большого Кавказа (преимущественно в областях Тушетия, Хеви и Хевсурети) могут считаться принадлежащими Европе, что может условно относить Грузию к трансконтинентальным странам, причём бо́льшая часть её территории и столица находятся в Азии, а меньшая часть территории может располагаться в Европе.
На севере и востоке Грузия граничит с Россией, на юге — с Арменией и Турцией, на юго-востоке — с Азербайджаном. На западе омывается водами Чёрного моря. Территории частично-признанных республик Абхазии и Южной Осетии де-факто не контролируются грузинским правительством и расцениваются им, Парламентской Ассамблеей ОБСЕ, США и Европейской комиссией как оккупированные Россией части Грузии.
Самая северная точка страны де-юре — граница с Россией по хребту Аибга (43°35′ с. ш.), де-факто располагается в Абхазии; де-факто — вершина безымянного пика южнее перевала Четырёх Дураков в Приэльбрусье (43°15′ с. ш.). Самая южная точка — граница с Азербайджаном в Кахетии (41°3′ с. ш.). Протяжённость границ с севера на юг — 281,8 км (де-юре) или 245,1 км (де-факто).
Самая западная точка страны де-юре — берег р. Псоу у пос. Леселидзе (де-факто пос. Гячрыпш (Леселидзе) в Абхазии, 40°0′ в. д.), де-факто — берег Чёрного моря у курортного пос. Анаклия (41°32′ в. д.). Самая восточная точка — берег р. Алазани в Национальном парке «Вашловани» (46°44′ в. д.). Протяжённость границ с запада на восток — 542,4 км (де-юре) или 420,4 км (де-факто). Самая высокая точка — г. Шхара (5201 м).
Природа Грузии чрезвычайно разнообразна благодаря её географическому положению, сложному рельефу и высотной зональности. Кавказский регион, в котором расположена Грузия, относится к подвижному альпийскому поясу земной коры, что обусловливает её контрастный рельеф и разнообразные ландшафты с множеством различных типов климата, гидрологического режима, почвенного покрова, растительности и животного мира. Кроме того, Грузия находится на стыке влажного Средиземноморья, аридной бессточной Арало-Каспийской впадины и континентальных Переднеазиатских нагорий, что также обусловливает многообразие её природных условий.
Общая площадь страны — 69 700 км², включая частично признанные государства Абхазия (8600 км²) и Южная Осетия (3900 км²).

## Рельеф
Северная часть республики занята горной системой Большого Кавказа (груз. Кавкасиони) с высотами до 4500—5000 м над уровнем моря. Высшая точка — гора Шхара (5068 м), и Казбек (5033 м). Кавказ относится к молодым складчатым системам (то есть тектонические процессы здесь не завершены). Большая часть побережья Грузии медленно опускается. В среднем погружение суши Колхидской низменности составляет около 13 см в столетие. Отмечается высокая сейсмичность территории (особенно на востоке, землетрясения до 5—7 баллов).
В водораздельной части Центрального Кавказа находятся известные перевалы — Крестовый (2384 м) и Мамисонский (2829 м). Через Кавказский хребет в Грузию раньше вела Военно-Грузинская дорога. Ещё два пути в Грузию с севера: по побережью Чёрного моря и через Рокский тоннель по Транскавказской магистрали из-за неурегулированности грузино-абхазского и грузино-осетинского конфликтов для сквозного сообщения между Россией и Грузией практически не используются.
Для высокогорной части Кавказа характерны ледники, на западе — карстовые явления, а на востоке — молодые вулканические формы.
Всего в Грузии свыше 600 ледников суммарной площадью 520 км². Наиболее крупные ледники расположены в Сванетии.
На юге страны — среднегорные хребты Малого Кавказа (высоты до 2850 м), между Большим и Малым Кавказом — Колхидская низменность, имеющая форму треугольника с основанием, обращённым к Чёрному морю, а на востоке — Иверийская впадина, где течёт река Кура.
Колхидская низменность наклонена к западу. В приморской полосе она едва возвышается над уровнем моря, а к востоку постепенно повышается до 150 м, пока не упирается в гранитный хребет, соединяющий Большой и Малый Кавказ и являющийся водоразделом между бассейнами Чёрного и Каспийского морей. Колхида описана Константином Паустовским в его одноимённой повести. Именно сюда, согласно легенде, направлялись аргонавты за золотым руном.
В политической географии известно Панкисское ущелье — регион недалеко от границы с Чечнёй, где проживают чеченцы-кистинцы, родственные чеченцам Северного Кавказа. Здесь же обосновались беженцы из Чечни, покинувшие её во вторую Чеченскую кампанию (1999—2000 годы).
На крайнем юге Грузии располагается Южно-Грузинское (Джавахетское) вулканическое нагорье, для которого характерны лавовые плато, цепи вулканов и каньонообразные ущелья рек. Высшая точка нагорья — гора Диди-Абули, 3301 м.
Основные полезные ископаемые — марганцевые руды (Чиатура), каменный уголь (Ткибули), небольшие запасы нефти. Одно из основных природных богатств — многочисленные минеральные и термальные источники. На базе минеральных источников создано до 50 курортов. Наиболее популярны Боржоми и Цхалтубо.

## Море
Грузинское побережье Чёрного моря от границы с Россией до посёлка Сарпи, имеющее около 310 км, отличается слабой изрезанностью. Описывая плавную дугу, берег лишён значительных заливов и полуостровов. В небольших бухтах находятся порты Батуми, Сухуми и Поти.

## Гидрография
См. также Список рек Грузии и Список озёр Грузии
Речная сеть развита неравномерно. Наибольшей густотой она отличается в Западной Грузии.
Реки Грузии принадлежат двум бассейнам — Черноморскому (75 % стока) и Каспийскому. Почти весь сток Каспийского бассейна выносится рекой Кура, на которой расположено Мингечаурское водохранилище. Реки Черноморского бассейна (Западная Грузия) не образуют единой системы, впадая в море самостоятельно. Главная из них — Риони, протекающая на нижнем отрезке по Колхидской низменности. Значительны также Ингури и др.
Большинство рек, берущих начало в горах, имеет максимальный расход (половодье) весной, при таянии снега. Реки, получающие питание главным образом из ледников, несут более всего воды летом и имеют в это время резко выраженный суточный ход расхода с максимумом в вечерние часы и минимумом перед рассветом. Обладая быстрым течением, горные реки замерзают редко. Они протекают в глубоких ущельях, имеют значительное количество порогов. В зоне известняков Большого Кавказа и вулканических пород Джавахетского нагорья подземный сток (подземные водные потоки) превосходит поверхностный. Грузия богата гидроэнергоресурсами. На многих горных реках сооружены каскады ГЭС, построены водохранилища. Общая длина оросительных систем превышает 1000 км.
Озёр в Грузии немного, в основном на Джавахетском нагорье. Самое большое из них — озеро Паравани.

## Климат
Климат Грузии — переходный от субтропического к умеренному.

## Растительный мир
Очень богат растительный мир. По подсчётам ботаников, количество видов цветковых растений больше, чем во всей Европейской части бывшего СССР. Относительная стабильность климата в прошлом способствовала сохранению древних элементов флоры, реликтовых и эндемичных растений (рододендроны, самшит, лавровишня, хурма и др.).
Леса занимают свыше трети территории. Ранее лесом была покрыта вся Колхидская низменность и большая часть Иверийской впадины. Сейчас равнинные леса Колхиды и Алазанской долины почти всюду вытеснены культурными насаждениями. Среди деревьев наиболее распространены широколиственные (дуб, граб, каштан, бук) и хвойные (пихта, ель, сосны). Обширны альпийские луга, простирающиеся от верхней границы леса до 2800—3500 м. Степи в основном вытеснены культурными насаждениями.
Среди специфических ландшафтных зон Грузии необходимо отметить колхидские широколиственные лиановые леса с вечнозелёными деревьями и кустарниками, а также лесные массивы из пицундской сосны в Аджарии, кавказской сосны в Боржомском ущелье, эльдарской сосны в Восточной Грузии. Около 200 тыс. га Колхидской низменности занимают болота.

## Животный мир
Фауна Грузии довольно разнообразна. На территории Грузии обитает свыше 11 000 видов беспозвоночных, в том числе почти 9150 членистоногих (из них свыше 8230 видов насекомых). Зафиксировано 84 вида пресноводных рыб, а также 6 интродуцированных видов. Земноводные представлены 12 видами. 52 вида, принадлежащих к классу рептилий, включают 3 вида черепах, 27 видов ящериц и 23 вида змей (из них 3 вида змей и 12 ящериц — эндемики Кавказа). На территории Грузии обитает 109 видов млекопитающих.
Для экосистем Грузии обычны такие крупные млекопитающие, как медведь, волк, лиса, благородный олень, косуля, кабан. На грани вымирания находится леопард, считавшийся исчезнувшим на Кавказе видом и вновь обнаруженный грузинскими зоологами в 2001 году. Полосатая гиена и джейран также находятся на грани вымирания. В XX веке окончательно исчезли черноморский тюлень-монах и туранский тигр, но появились (были интродуцированы) и новые виды, такие как енот-полоскун (Северная Америка) и енотовидная собака (Дальний Восток).

## Природоохранные территории
В советское время для охраны флоры и фауны учреждены 15 заповедников. Среди которых Лагодехский, Лиахвский, Боржомский и Бабанеурский. Через Боржомский заповедник проходит нефтепровод Баку — Тбилиси — Джейхан.
В 1996 году парламент Грузии принял закон о природоохранных зонах, разделив их на шесть категорий. В частности, в Грузии насчитывается пять национальных парков, три национальных монумента и одна природная зона («охраняемый пейзаж», англ. protected landscape).

## Комментарии
1. ↑   (англ.) 

Администрация Обамы по-прежнему имеет серьёзные разногласия с российским правительством по поводу Грузии. Мы продолжаем призывать Россию прекратить её оккупацию грузинских территорий Абхазии и Южной Осетии, и параллельно работаем с российским правительством, чтобы предотвратить дальнейшие военные эскалации в регионе. Мы стали свидетелями некоторых увеличивающихся мер по укреплению доверия, таких как открытие границы в Верхнем Ларсе и разрешение прямых чартерных рейсов между двумя странами, и продолжаем настаивать на укреплению Механизмов предотвращения и реагирования инцидентов и возвращении международных наблюдателей в два оккупированных региона Грузии. Оригинальный текст (англ.)The Obama Administration continues to have serious disagreements with the Russian government over Georgia. We continue to call for Russia to end its occupation of the Georgian territories of Abkhazia and South Ossetia, and in parallel have worked with the Russian government to prevent further military escalations in the region. We have witnessed some incremental confidence building measures, such as opening the border at Verkhniy Lars and allowing direct charter flights between the two countries, and continue to press for the strengthening of the Incident Prevention and Response Mechanisms and a return of international observers to the two occupied regions of Georgia[7].